# Cristian Daminuță
Cristian Alexandru Daminuță (Timișoara, 15 februari 1990) is een Roemeens profvoetballer die als verdediger of middenvelder speelt. Hij was Roemeens jeugdinternational.

## Carrière

### FC Timișoara
Daminuță maakte in 2006 zijn debuut voor FC Timișoara op het hoogste niveau tegen Dinamo Boekarest. In 2008 werd hij echter overgenomen door Internazionale.

### Internazionale
Toen bleek dat hij hier geen kans zou maken op een plaats bij de eerste elf, werd hij op 15 juli 2009 verhuurd aan Modena. In de Serie B wist hij in een half jaar tijd tweemaal zijn opwachting te maken. Zijn debuut maakte hij op 11 september tegen Lecce. Op 19 januari 2010 werd opnieuw besloten om de speler tijdelijk elders ervaring op te laten doen. Ditmaal keerde hij terug naar zijn vaderland om te gaan spelen voor Dinamo Boekarest. In een half jaar tijd kwam hij maar weinig aan spelen toe en hield hij vooral de bank warm.

### AC Milan
Op 12 juli 2010 werd besloten om Daminuță over te doen aan stadsgenoot AC Milan. Samen met twee andere jeugdspelers van Inter (Attila Filkor en Marco Fossati) transfereerden zij voor zeven miljoen euro naar de grote rivaal. Milan besloot vervolgens om Daminuţă ervaring op te laten doen bij L'Aquila, FC Tiraspol in Moldavië en de Roemeense clubs ACS Poli Timișoara en FC Viitorul Constanța. 

### Latere carrière
In 2015 liep zijn contract bij Milan af en speelde hij kort in Irak voor Zakho FC. Begin 2016 ging hij voor het Roemeense FCM Baia Mare spelen en in de zomer ging hij naar Israel waar hij uitkomt voor Hapoel Ironi Nir Ramat HaSharon. Sinds 2017 speelt hij bij FC Olimpia Satu Mare, dat in het seizoen 2016-2017 uitkomt in de Liga II.